# Lady Fantasy
«Lady Fantasy» (Dama Fantasía) es la suite y última canción del álbum Mirage de 1974 de la banda de rock progresivo Camel. Cuenta con una duración de 12:45 minutos y es considerada por muchos como el mejor trabajo de la banda.
En la reedición del año 2002 aparece otra versión que cuenta con 14 segundos más de duración, haciendo que esta vez la canción dure 12:59 minutos.
La suite está dividida en tres partes que son:
- Encounter
- Smiles for You
- Lady Fantasy

## Autores
- Andrew Latimer: Guitarra, voces.
- Peter Bardens: Teclados.
- Doug Ferguson: Bajos, voces.
- Andy Ward: Batería